# Getinglik tigerfluga
Getinglik tigerfluga (Temnostoma vespiforme) är en blomfluga som tillhör släktet tigerblomflugor.

## Kännetecken
Getinglik tigerfluga är en stor blomfluga som blir mellan 13 och 18 millimeter lång. Bakkroppen har en svart grundfärg med sex till åtta gula band vilket gör flugan väldigt getinglik. Även ryggskölden är svart med gula teckningar. Mellan och bakbenen är huvudsakligen gula medan frambenen är nästan helt svarta. Vid fara sträcker de fram benen så att de liknar en getings långa svarta antenner. Den snarlika boktigerflugan har en gul skutellfläck med en rundad framkant till skillnad mot getinglik tigerfluga som har en trekantig fläck.

## Levnadssätt
Getinglik tigerfluga lever i närheten av fuktiga marker med tillgång till multnande ved av främst asp och björk där larven lever i hård fuktig ved. De vuxna flugorna ses ofta sittande på lågor eller när de besöker olika slags blommor, till exempel strätta, hundkäx och hagtorn. Flygtiden varar i Sverige från mitten av maj till början av augusti.

## Utbredning
Getinglik tigerfluga finns i nästan hela Sverige, den saknas bara ovanför trädgränsen, och är lokalt vanlig. Den finns även i Finland, Danmark och delar av Norge. Den finns i Väst- och Centraleuropa och vidare österut genom Ryssland till Stilla havet. Den finns även i Nordamerika.

## Etymologi
Det vetenskapliga namnet vespiforme betyder 'lik en geting' på latin.